# Рух «Я Єсмь»
Рух «Я Єсмь» (англ. «I Am» Activity) – релігійна організація, що заснована на початку 1930-х років Гаєм Баллардом і його дружиною Едною Баллард в місті Чикаго (Іллінойс, США). Відноситься до Нових Релігійних Рухів, групи Нью-ейдж.
Її теологія і діяльність базується на текстах що заявлені як послання Вознесених Владик. Разом з рядом інших релігійних організацій і груп (Міст Свободи, Церква Вселенська і Тріумфуюча та ін.) складають Вчення Вознесених Владик.

## Історія

### Діяльність Гая Балларда
1930 р. — Гай Баллард, перебуваючи як гірничий інженер у робочому відрядженні у містечку біля підніжжя гори Шаста (півн. Каліфорнія, США), вирішує дослідити у вільний час схили гори оскільки його зацікавили чутки про існування там відгалуження Великого Білого Братства під назвою «Братство гори Шаста». Під час одного з походів, за твердженням Балларда, йому являється чоловік, що представився як Сен-Жермен, на той момент вже Вознесений Майстер. Спілкування з ним стало основою для всієї майбутньої діяльності Балларда. Повернувшись з тієї поїздки він невдовзі разом з дружиною започатковує рух «Я Єсмь».

1932 р. — для публікації майбутніх книг засновано «Фонд Сен-Жермена» і його видавниче відділення «Saint Germain Press».

1934 р. — організовано 10-денні класи на яких вперше Баллард публічно отримує послання від Вознесених Владик.

1934 р. — виходить друком перша книга Гая Балларда «Розкриті таємниці» під псевдонімом «Годфре Рей Кінг».

1935 р. — виходять книги «Магічна присутність» і «Бесіди про «Я Єсмь»».

1936 р. — засновано періодичне видання «Голос Я Єсмь» в якому публікуються послання Вознесених Владик по мірі їх отримання.

друга половина 1930 р.р. — проводяться безкоштовні навчальні класи по багатьох містах США. Було заявлено про більш ніж мільйон послідовників, але тих хто відвідав більш ніж одну вступну лекцію було значно менше.

1939 р. — Гай Баллард на піку своєї популярності помирає. Значна частина послідовників спантеличена, бо більше очікувала його фізичного вознесіння ніж звичайної природної смерті.

### Період судових тяжб
1941 р. — податкова служба скасувала статус руху «Я Єсмь» як звільненого від оподаткування оскільки на той час він не був визнаний релігійним.

1942 р. — на основі аргументів що вчення Баллардів є таким що не відповідає здоровому глузду і відповідно воно є аферою було розпочато судове провадження за звинуваченням у поштовому шахрайстві оскільки у своїй діяльності рух використовував пошту.

1944 р. — програвши суд першої інстанції сім’я Баллардів виграла апеляцію в Верховному Суді США. Згідно з його рішення, яке стало важливим прецедентом в розгляді подібних справ, ніхто не може зобов’язати іншу людину доводити свої релігійні доктрини чи переконання.

1954 р. — після тривалого процесу руху було повернуто право користуватися поштовою службою.

1957 р. — руху повернуто статус звільненого від оподаткування.

### Подальша діяльність
На тлі смерті лідера руху, судових тяжб і неможливості використовувати пошту активність руху «Я Єсмь» зменшилася, так що багато людей вирішили що він припинив своє існування. Починаючи з 1950-х років проводиться щорічний загальний з’їзд прихильників біля підніжжя гори Шаста.

1971 р. — помирає Една Баллард.

1978 р. — рух переїжджає в нове приміщення в Шаумбург (околиці Чикаго, Іллінойс, США).

Відповідно до офіційного сайту по всьому світу більш як 300 груп Руху «Я Єсмь» продовжують свою діяльність.

## Вчення
Рух «Я Єсмь» за центральне має положення про Божу присутність (Я Єсмь присутність) в людині.

Відповідно до вчення, Всесвіт є еманацією Бога і видима частина Всесвіту – це лише найнижча частина цієї еманації. Кожен з вищих рівнів еманації населений істотами відповідного рівня, що колективно являють собою духовну ієрархію відому як Велике Біле Братство. Сен-Жермен, як і інші Вознесені Владики, розглядаються як члени цієї ієрархії. Всі люди втілені на Землі мають в собі Божественну іскру, «Я Єсмь присутність» але, бувши обтяжені негативними рисами характеру, не можуть вийти з під впливу зла. Лише невелика кількість людей виявляють спроможними проявити свою Богоідентичність. Ті хто цілком возз’єднуються зі своєю «Я Єсмь присутністю» стають Вознесеними Владиками.

Бувши проявлена в людині «Я Єсмь присутність» дозволяє оптимально розв’язати всі кармічні ситуації. В цьому призначені допомогти заклики до «Я Єсмь» і веління від імені «Я Єсмь».

## Оцінка діяльності
Рух «Я Єсмь» вважається родоначальником групи подібних організацій і рухів, що об’єднані спільним заявленим джерелом одкровення (послання Вознесених Владик) і відповідно позиціонують себе як представники Вчення Вознесених Владик.

Після смерті Гая Балларда різко збільшилась кількість критиків Руху. Їх очолив Джеральд Брайан (Gerald Bryan). Він написав присвячену цьому книгу під назвою «Духовна диктатура в Америці» (Psychic Dictatorship in America).

У Вченні Вознесених Владик дається наступна оцінка діяльності Руху «Я Єсмь»:

|  | На жаль, ситуація в Америці така, що жодна організація не має спонсорства Вознесених Владик … Занадто багато Світла, занадто багато енергії було витрачено Вознесеними Сонмами для створення таких організацій, як Міст Свободи, Рух Я Єсмь і, нарешті, Саміт Лайтхауз. … Ми напоїли спраглих, ми дали знання рівно в тій мірі, у якій можна було дати ці знання на той момент у цій конкретній країні. І що ми отримали в результаті? Я не розкрию вам великої таємниці, якщо скажу, що люди, які десятиліттями пили Світло диктовок, примудрилися 90 відсотків цього Світла використати на внутрішні розбрат та чвари. |